# جدول لامصبة

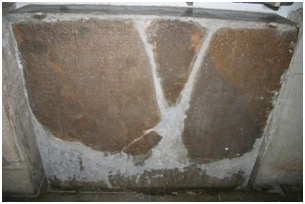
لوحة لامصبة، صورة مأخوذة للوحة من متحف الجزائر

جدول لامصبة هو نظام سقي نقش على حجر في عهد Elagabalus، اكتشفه السيد إيميل ماسكري سنة 1877  بالمنطقة الرومانية لمدينة مروانة ويوضح طريقة توزيع مياه لامصبة خلال الحقبة الرومانية وأدخل إلى متحف الجزائر العاصمة تحت رعاية السيد موباس محافظ المتحف.

## الوصف

جدول لامصبة الذي عثر عليه في لامصبة ويوضح طريقة توزيع الماء على مختلف المناطق

لوحة ضخمة من الحجر عثر عليها في أوائل عام 1877م في منطقة لامصبة مروانة ولاية باتنة، تحمل كتابات لاتينية تبين كيفية تقسيم وتوزيع مياه الري، ويبيّن الجزء العلوي منها القوانين التي صدرت تحت حكم الإمبراطور ايل جبل بين سنوات 218م و222م، ويلي ذلك طريقة توزيع المياه منظمة على شكل خانات كتب اسم مالك الرقعة الزراعية، ومساحتها، والفترة الزمنية المخصصة للري محددة ليلا أو نهارا، ومضبوطة بتاريخ بداية ونهاية الري والمدة الزمنية تمثل وحدتها بالحرف اللاتيني K. وتوضح لنا الكتابة بأن عملية الري لم تكن طوال السنة، إنما مع بداية موسم الخريف في شهر سبتمبر وتنتهي مع نهاية شهر مارس، وقد تستمر لفترة أطول حسب المناخ.

## الأهمية
هذه الوثيقة تشكل جداول توزيع المياه، التي تؤكد ضعف كفاءة استخدام نظام الترقيم الروماني. مقارنة هذه المقاييس مع النظام الحسابي البطلمي يقدم دليلا على وجود تحول نحو نظام إثنا عشري.
وعلاوة على ذلك، يكشف جدول لامصبة عن وجود نظام ري يعتمد على قياس دقيق لوقت وحجم توزيع المياه.
وهناك أيضا أدلة على استخدام الذراع البونية كوحدة أساسية للعملية الحسابية.
وأخيرا، قد يعبر هذا الجدول عن ترحيل نظام قياس إلى نظام آخر عن طريق تكييف روما ومقاييسها المطبقة في نظام المسح في مقاطعة أفريكا.

## مواضيع ذات صلة
- مروانة